# Michèle Brabo
Pour les articles homonymes, voir Brabo (homonymie).
Michèle Brabo, née Michelle Geneviève France Girard-Leduc le 6 septembre 1916 à Paris 8e et morte le 30 janvier 2013 à Paris 13e, est une photographe et actrice française.

## Biographie
Michèle Brabo est la fille d'Émile Alphonse Leduc (1878-1951), directeur des éditions musicales Alphonse Leduc. En 1938, elle épouse le peintre Albert Brabo (1894-1964), fils de l'écrivain et majoral du Félibrige Jan Castagno alias Julien Brabo. Ils ont une fille, Agnès.
Michèle Brabo, dotée de nombreux talents artistiques, commence, après la guerre, une carrière d'actrice, de musicienne et d'artiste de cabaret. En 1926, à partir d’une boîte à cigares, elle fabrique un appareil photo. Elle utilisera plus tard le Vériscope paternel ainsi qu’un Brownie Box. De 1930 à 1938, elle étudie le violon, le piano, la composition ainsi que la danse classique, l'acrobatie et le mime avec Étienne Decroux. Elle est Premier violon de l'Orchestre symphonique d'Albert Doyen, chef d'orchestre et créateur des Concerts des Fêtes du peuple. Elle joue régulièrement au cinéma, notamment dans deux films de Jean Delannoy. Entre 1948 et 1962, sa carrière oscillera entre cabaret, music-hall et cinéma. Elle y rencontrera notamment Juliette Gréco, Jean Wiener, Magali Noël, Boris Vian.
Au début des années 1950, elle tourne avec Jacques Tati, dans Les Vacances de Monsieur Hulot. Elle y joue l'estivante maniérée, au chapeau extravagant. En 1957, elle prête sa voix à l'un des personnages de Mon oncle de Tati.
À la fin des années 1950, elle s'oriente vers la photographie et le film documentaire. Elle réalise en 1959 un film sur Haïm Soutine et en 1962, un portrait du peintre Dunoyer de Segonzac. De 1965 à 1976, elle crée et dirige une galerie d’art où elle y expose les œuvres de grands peintres et sculpteurs, mais aussi de jeunes artistes ainsi que de l'Art africain traditionnel. Parallèlement, elle s'investit dans la photo. Elle participe à sa première publication en assurant une partie de l'illustration d'un livre de Michel Droit sur la Camargue.
En avril 1961, son ami Jacques Tati la sollicite à nouveau pour qu'elle participe, avec lui, Pierre Etaix et quelques autres, au spectacle Jour de fête sur la scène de l'Olympia, dans lequel elle fait un numéro au trombone.
La photographie et les voyages vont désormais occuper son temps, à travers la France, l'Europe, l'Afrique ou l'Asie, s'intéressant aux Halles de Paris, aux gens du voyage saisis en Camargue ou en Andalousie, ou encore au clown Popov.
Elle apparait une dernière fois comme actrice dans Parade de Tati, en 1974. Elle se consacre dès lors à la photographie et publie Itinéraire affectif d'une photographe, des portraits et souvenirs de ses nombreux et talentueux amis et Le vent du destin: manouches, roms & gitans. Une autobiographie,Ma route en zigs zags: récit autobiophotographique sera publié à titre posthume, en 2015.
Membre de l'A.S.E.T. (Association pour la Scolarisation des Enfants Tsiganes), elle s'intéresse particulièrement aux antennes scolaires. En 1990, elle reçoit un héritage imprévu et offre aussitôt à l’A.S.E.T. un camion « École du Voyage », décoré par Pierre Étaix.
En 2010, elle apparaît dans le documentaire d'Odile Étaix, Pierre Étaix, naturellement, édité par Arte France développement dans un coffret intitulé: L'intégrale de Pierre Étaix. Elle y est interviewée par la réalisatrice.

## Artiste de cabaret et de music-hall
- 1948 : Elle crée un numéro de femme clown à L'Échelle de Jacob, à Paris
- 1949 : Elle participe aux Fêtes du Cinquantenaire de Chez Maxim's en faisant revivre la fantaisiste Louise Balthy, texte de Jean Cocteau, mise en scène Jean Marais
- 1949 : À partir de cette année-là, elle participe aux émissions de télévision de Jean Nohain, Jacques Chabannes, Claude Barma et Gilles Margaritis
- 1950 : Elle crée un numéro de music-hall avec chant, danse, trombone à coulisse et remet l'époque 1925 à la mode
- 1950 : Elle monte une revue avec Marc Doelnitz
- 1951-1954 : Elle se produit aux fêtes données par les couturiers Pierre Balmain, Jacques Fath, Elsa Schiaparelli, lors du Festival du film maudit d'Alexandre Astruc et dans les cabarets Maurice Carrère, Liberty's et L'Amiral
- 1951-1954 : Elle écrit des chansons avec Marc Heyral et Francis Lemarque
- 1954 : Elle inaugure le Crazy Horse Saloon avec Marc Doelnitz
- 1954 : Elle fait revivre la chanteuse Yvette Guilbert à la télévision, sous la direction de Gilles Margaritis
- 1956 : Elle participe aux Chesterfolies de Gilles Margaritis, au Cirque Medrano
- 1958 : Elle joue à L'Alhambra dans Maurice Chevalier avec Jean Richard
- 1961 : Elle exécute un numéro dans Jour de fête, spectacle mis en scène par Jacques Tati, à l'Olympia
- 1962 : Elle présente un numéro musical comique dans la revue de Sacha Distel, à l'Olympia

## Filmographie

### Actrice
- 1948 : L'Inconnue n°13 de Jean-Paul Paulin
- 1948 : Scandale de René Le Hénaff
- 1948 : Aux yeux du souvenir de Jean Delannoy
- 1948 : Le Secret de Mayerling de Jean Delannoy
- 1949 : L'Homme aux mains d'argile de Léon Mathot
- 1949 : Vient de paraître de Jacques Houssin
- 1950 : Amour et Compagnie de Gilles Grangier
- 1950 : L'Agence Nostradamus de Claude Barma : la dame au chien
- 1953 : Les Vacances de monsieur Hulot de Jacques Tati : l'estivante
- 1958 : Mon oncle de Jacques Tati : elle double la voix du personnage de la voisine joué par Dominique Marie
- 1974 : Parade de Jacques Tati

### Réalisatrice et productrice
- 1954 : Productrice pour La mère et l'enfant, réalisé par Jean-Paul Sassy
- 1959 : Haïm Soutine, texte des commentaires de Pierre Emmanuel dits par Serge Reggiani, 35mm Eastmancolor
- 1961 : Dunoyer de Segonzac, documentaire, commentaires de Robert Rey dits par Françoise Spira et Colette sur une musique de Tony Aubin. Productions les films Septentrion (OCLC 77219194).
- 1985 : Les premiers gestes de la vie, réalisé avec Agnès Brabo, 16mm en Noir et blanc

## Expositions

### Expositions personnelles
- 1972-1974 : Maison de la culture de Bourges, Maison de la culture d'Amiens, Maison de la culture de Firminy-Vert, Maison de la Culture de Dôle, Maison de la culture de Nevers et Maison de la Culture de Douai
- 1973 : Musée Réattu, Arles
- 1975 : Maison des Compagnons du Devoir, Nîmes
- 1981-1989 : Photographies de Michèle Brabo : Peuple tsigane, accompagnées de documents de l'historien François Jourda de Vaux de Foletier, Centre des associations pour la défense du peuple tsigane, Évreux, Romainville, Pontoise, Les Saintes-Maries-de-la-Mer
- 1982 : Galerie Diaframma Canon, Milan
- 1985 : Galerie municipale Mossa, Nice
- 1986 : Rencontres : Michèle Brabo, Société française de photographie
- 1987 : Galerie Montalembert, Société française de photographie, 7e arrondissement de Paris
- 1988-1989 : Photographers Gallery, Palo Alto, Californie
- 1989 : Musée Nicéphore-Niépce, Chalon-sur-Saône
- 1990-1992 : Galeries Fnac de Paris Montparnasse, Rouen, Dijon, Toulon, Amiens, Clermont-Ferrand, Rennes, Marseille, Montpellier, Orléans, Nîmes et Bruxelles
- 1991-1993 : Médiathèque de Châtillon-sur-Seine
- 1994 : Galerie du Château, Nice
- 2001 : Michèle Brabo, photographe, Galerie Dialogue (Рыбинск галерея), Rybinsk, Russie
- 2001 : Maison des Arts de Châtillon. À l'occasion de la sortie du livre Itinéraire affectif d'une photographe, 80 portraits sont exposés
- 2005 : Galeries Fnac de Paris Montparnasse, À l'occasion de la sortie du livre Le Vent du destin aux éditions du Seuil
- 2008 : Atelier Magenta, Villeurbanne

### Expositions collectives
- 1968-1969 : Exposition mondiale de la photographie, Hambourg
- 1989 : Palais Pamphilj, Rome. Michèle Brabo représente la photographie N&B féminine française
- 2000 : L'Art et le Septième art: collections de la Cinémathèque française, Hôtel de la Monnaie, Paris
- 2002 : Femmes-Femmes. Regards de femme-Femmes regardées, Galerie d'art du Conseil général des Bouches du Rhône, Aix-en-Provence
- 2002 : Mujeres-Mujeres. Miradas de mujeres-Mujedes Miradas, Fundación Bancaja, Valence (Espagne)
- 2002 : Autour de Giono, Galerie d'art du Conseil général des Bouches du Rhône, Aix-en-Provence
- 2002 : Figures libres, Fondation d'art contemporain Daniel et Florence Guerlain, Les Mesnuls
- 2002 : Portrait d'Henri Langlois en 24 images + 1, Fnac, Poitiers
- 2004 : Face à face, Galerie d'art du Conseil général des Bouches du Rhône, Aix-en-Provence
- 2004 : A ambos lados del espejo, Bilbao Bizkaia Kutxa, Bilbao, Espagne
- 2005 : Françoise Dolto, en correspondance, Musée de La Poste (Paris)
- 2008 : INTIM/ITA, Fondation Neuflize, Prague

### Expositions posthumes
- 2018 : La roue, la route, le chemin, Centre culturel, Méru
- 2018 : Le vent en partage, Médiathèque Matéo Maximoff, Paris
- 2023 : Figures libres, photographies de Michèle Brabo, Galerie Les Amies rouges, Paris
- 2023 : Lumières des Saintes: un pèlerinage photographique, les Rencontres de la photographie, Arles

### Collections
- Bibliothèque nationale de France, 15 portraits de femmes
- Bibliothèque historique de la ville de Paris
- Musée Nicéphore-Niépce
- Musée d'Art de Toulon
- Banque privée Neuflize

## Publications
- La Camargue, par Michel Droit, 107 photographies de Michèle Brabo et Serge Holtz, Paris, Arthaud, 1961.
- 200 photographies, Maison de la culture de Bourges, 1972.
- L'Arbre, portfolio, 15 photographies de Michèle Brabo, texte de Marie Mauron, 1982.
- Itinéraire affectif d'une photographe, 80 portraits contemporains, Recherches éditeur, préface de Jean-Claude Lemagny, 1998  (ISBN 978-2862220314)
- Le Vent du destin : Manouches, Roms & Gitans, photographies, Paris, Le Seuil , postface de Marie Treps, 2005  (ISBN 2020618249)
- Ma route en Zigs Zags, récit autobiophotographique (publication posthume) Art3 Plessis éditeur, 2015  (ISBN 9782909417158) ; [présentation en ligne]

## Reportages photographiques
- 1962 : Elle collabore avec les éditions Arthaud, Gallimard, Le Seuil, Nathan, Anglia TV Limited, Terre d'Europe, Harcourt Brace, Jovanovitch, Mondadori et la presse dont les Études tsiganes.
- 1964 : Italie, Grèce, Irlande et Espagne
- 1966 : Hongrie et États-Unis
- 1970 : U.R.S.S.
- 1975 : Côte d'Ivoire
- 1977 : Haute-Volta, Pakistan, Cachemire et Afghanistan

## Récompenses et distinctions
- 1958 : Son film Haïm Soutine est primé par le Centre national de la cinématographie
- 1962 : Plaque du Lion d'or de Saint-Marc à la 5e Exposition internationale du film sur l'art à Venise pour son documentaire Dunoyer de Segonzac
- 1990 : Chevalier de l'Ordre des Arts et Lettres